# Ashlee Simpson
Ashlee Nicole Ross (rozená Simpson, * 3. října 1984, Waco, Texas, Spojené státy americké) je americká zpěvačka, skladatelka písní a herečka. Její starší sestra Jessica (* 10. července 1980) je také úspěšná zpěvačka a herečka. Svojí kariéru zahájila s vedlejší rolí v rodinném dramatickém seriálu Sedmé nebe. Zlom v kariéře přišel s reality-show Newlyweds: Nick and Jessica, kterou vysílala stanice MTV během let 2003 až 2005. Reality-show se soustředila na Ashlee starší sestru Jessicu a jejího tehdy-manžela Nicka Lacheyho. Zatímco pracovala na svém debutovém studiovém albu stala se hvězdou spin-offu reality-show, The Ashlee Simpson Show, kterou vysílala stanice MTV během let 2004 až 2005. V roce 2004 vydala svůj debutový singl „Pieces of Me“ a skladba získala první místo v žebříčku TOP 40 nejlepších popových skladeb žebříčku Billboard. Ve stejném roce vyšlo její debutové album Autobiography, které se umístilo na prvním místě žebříčku Billboard 200. V roce 2005 si zahrála v neúspěšném filmu A proč já?. Ve stejném roce vydala druhé album I Am Me, které mělo stejná úspěch jako první album. Album se stalo platinové.
V roce 2006 začala chodit se členem kapely Fall Out Boy Petem Wentzem. Zahrála si roli Roxie Hart v muzikálu Chicago na West Endu. V roce 2008 vydala třetí album nazvané Bittersweet World, umístilo se na 4. místě žebříčku Billboard 200. Ve stejném roce oznámila zasnoubení s Wentzem. V roce 2009 začala hrát v remaku seriálu Melrose Place. V roce 2011 oznámila rozvod. V roce 2012 vydala singl „Bat for a Heart“. V roce 2013 začala chodit s hercem Evanem Rossem a v srpnu 2014 si ho vzala. Dcera Jagger Snow se jim narodila v červenci 2015. V roce 2019 stanice E! vysílala reality-show Ashlee+Evan.

## Životopis
Ashlee se narodila ve městě Waco v Texasu s rodným jménem Ashlee Nicolle Simpson a vyrostla v nedalekém městě Richardson. Jejími rodiči jsou Joe Simpson, který je zároveň manažer obou sester, a Tina Ann Drew. Již od tří let se začala učit klasický balet a ve věku jedenácti let byla přijata coby nejmladší členka na prestižní školu School of American Ballet. Poté, co její sestra Jessica podepsala smlouvu o hudebních nahrávkách, se celá rodina přestěhovala do Los Angeles v Kaliforii, kde se nejprve objevila v několika televizních reklamách a v době, kdy Jessica vydala svoje první album, se Ashlee stala jednou z jejích doprovodných tanečnic.
Ashlee se později začala objevovat v televizních seriálech a filmech včetně epizody v sitcomu Malcolm v nesnázích(2001), v filmu Žába k zulíbání (2002) a v seriálu Sedmé nebe (2002).
V roce 2004 Ashlee Simpson vydala svoje první album nazvané Autobiography. Koncem roku začala natáčet scény své postavy (jménem Clea) do amerického nezávislého filmu A proč já?, který se poprvé promítal v amerických kinech v srpnu roku 2005. Její výkon ve filmu byl recenzován přijatelně, avšak film samotný byl podle kritiků propadákem, v týdnu svého vydání se neudržel ani v nejlepší desítce a vydělal jen kolem 700 000 dolarů.
Druhé své album, I Am Me, Ashlee vydala v říjnu 2005. První singl alba, Boyfriend, se dostal do nejlepší dvacítky v žebříčku Billboard Hot 100. Druhý singl, L.O.V.E., se ve Spojených státech objevil v nejlepší čtyřicítce všech písní.
Třetí deska nazvaná Bittersweet World vyšla v roce 2008 a produkoval ji z velké části Timbaland. Pilotní singl z desky se jmenuje Outta My Head (Ay Ya Ya).

## Osobní život
V roce 2006 začala chodit se členem kapely Fall Out Boy Petem Wentzem. O dva roky později oznámili zasnoubení. Dne 20. listopadu 2008 se jim narodil syn Bronx Mowgli. V roce 2011 oznámila rozvod.
V roce 2013 začala chodit s hercem Evanem Rossem a v srpnu 2014 si ho vzala. Dcera Jagger Snow se jim narodila v červenci 2015.

## Filmografie
| Rok  | Název                                        | Role           | Poznámky |
| ---- | -------------------------------------------- | -------------- | -------- |
| 2002 | Žába k zulíbání                              | Monique        |          |
| 2005 | A proč já?                                   | Clea           |          |
| 2013 | Pawn Shop Chronicles: Historky ze zastavárny | Theresa        |          |
| 2016 | Space Dogs Adventure to the Moon             | Strelka (hlas) |          |

### Televize
| Rok       | Název                                        | Role                | Poznámky                                                             |
| --------- | -------------------------------------------- | ------------------- | -------------------------------------------------------------------- |
| 2001      | Malcolm v nesnázích                          | High School Girl    | díl: „Reese Cooks“                                                   |
| 2002–2004 | Sedmé nebe                                   | Cecilia Smith       | vedlejší role, 40 dílů                                               |
| 2003      | Say What? Karaoke                            | Samu sebe/porotkyně |                                                                      |
| 2003–2005 | Newlyweds: Nick and Jessica                  | Samu sebe           | 5 dílů                                                               |
| 2004–2005 | The Ashlee Simpson Show                      | Samu sebe           | 18 dílů                                                              |
| 2004–2005 | Saturday Night Live                          | Samu sebe           | díly: „Jude Law/Ashlee Simpson“ a „Jon Heder/Ashlee Simpson“         |
| 2005      | Napálené celebrity                           | Samu sebe           | díl: „Ashlee Simpson“                                                |
| 2006      | The Kelly Slater Celebrity Surf Invitational | Samu sebe           | TV film                                                              |
| 2008      | Dog Whisperer                                | Samu sebe           | díl: „Cricket and Hemingway & Rigby“                                 |
| 2008      | Loose Women                                  | Samu sebe           | díl: „Episode #12.167“                                               |
| 2009      | Kriminálka New York                          | Lila Wickfield      | díl: „Bez návratu“                                                   |
| 2009–2010 | Melrose Place                                | Violet Foster       | 13 dílů                                                              |
| 2010      | Jessica Simpson: Happy Christmas             | Samu sebe           | TV film                                                              |
| 2011      | Amerika hledá topmodelku                     | Samu sebe/porotkyně | díl: „Ashlee Simpson“                                                |
| 2018      | Ashlee + Evan                                | Samu sebe           | také producentka                                                     |
| 2019      | Drop the Mic                                 | Samu sebe           | díl: „Mike Colter vs. Ne-Yo and Christina Milian vs. Ashlee Simpson“ |

### Divadlo
| Rok  | Název   | Role       | Poznámky       |
| ---- | ------- | ---------- | -------------- |
| 2006 | Chicago | Roxie Hart | West End       |
| 2009 | Chicago | Roxie Hart | Broadway       |
| 2013 | Chicago | Roxie Hart | Hollywood Bowl |

## Diskografie
| Rok  | Album                                                          | Umístění | Umístění | Umístění | Umístění | Umístění | Umístění | Prodej                  |
| Rok  | Album                                                          | USA      | KAN      | UK       | AUS      | IR       | SVĚT     | Prodej                  |
| ---- | -------------------------------------------------------------- | -------- | -------- | -------- | -------- | -------- | -------- | ----------------------- |
| 2004 | Autobiography - 1. studiové album - Vydáno: 20. července 2004  | 1        | 8        | 31       | 41       | 22       | 1        | Celosvětově: 5 milionů+ |
| 2005 | I Am Me - 2. studiové album - Vydáno: 18. října 2005           | 1        | 4        | 27       | 35       | 96       | 2        | Celosvětově: 3 miliony+ |
| 2008 | Bittersweet World - 3. studiové album - Vydáno: 22. dubna 2008 | 4        | 8        |          | 41       |          | 13       | Celosvětově: 60,000+    |

## Ceny a nominace
| Rok  | Cena udělena (kým)               | Ocenění                                                                                                 |
| ---- | -------------------------------- | --- |
| 2004 | Teen Choice Award                | Zvolena nejlepší novou tváří Píseň léta: „Pieces of Me“                                                 |
| 2004 | Billboard Awards                 | Nejlepší nová umělkyně roku                                                                             |
| 2005 | MTV Asia Video Music Awards      | Oblíbený mezinárodní průlomový umělec                                                                   |
| 2006 | TRL Awards                       | Nejlepší umělec, který se vzchopil po neúspěchu                                                         |
| 2006 | MTV Australia Video Music Awards | Nejlepší ženská umělkyně Nejlepší popové video: "Boyfriend                                              |
| 2006 | Kelly Slater Surf Invitational   | Pozvání                                                                                                 |
| 2006 | Zlatá malina                     | Nominace na anti-cenu Zlatá malina (Ashlee Simpsonovou však svými schopnostmi „předčila“ Paris Hilton.) |